# Hübners Löwenmauleule
Hübners Löwenmauleule (Omphalophana antirrhinii) ist ein Schmetterling (Nachtfalter) aus der Familie der Eulenfalter (Noctuidae). Der deutsche Name ehrt den Augsburger Entomologen Jacob Hübner.

## Merkmale

### Falter
Die Grundfärbung der Vorderflügel variiert in verschiedenen Brauntönen. Ring- und Nierenmakel sind klein, aber deutlich hervorgehoben und meist hell umrandet, Zapfenmakel fehlen. Die innere Querlinie ist doppelt ausgebildet. Sehr charakteristisch sind die breit überstäubten weißen Adern im Saumfeld. In der Postdiskalregion sind einige schwarze Striche erkennbar. Mit einer Flügelspannweite von 26 bis 32 Millimetern zählen die Imagines zu den kleineren Eulenfalterarten. Die Hinterflügel sind grau gefärbt und zeigen ein breites, dunkles Saumfeld.  Kennzeichnend sind auch die sägezahnartigen Fühler der Männchen.

### Raupe, Puppe
Erwachsene Raupen haben eine grünliche Farbe. Sie besitzen weißgelbe Rücken- und Nebenrückenlinien sowie gelbliche Seitenstreifen. Typisch für die rotbraun gefärbte Puppe sind zwei kurze Spitzen am spatelförmigen Kremaster.

### Ähnliche Arten
Die Färbung der im Osten der Türkei vorkommenden Schwesterart Omphalophana durnalayana tendiert stärker zu ockerbraunen Tönungen, während sich Omphalophana serrata und Omphalophana anatolica durch ein schmaleres und stärker verdunkeltes Mittelfeld der Vorderflügel unterscheiden.

## Geographische Verbreitung und Lebensraum
Das Verbreitungsgebiet von Hübners Löwenmauleule umfasst die Länder Südeuropas, Teile Kleinasiens und des mittleren Ostens sowie das Elburs-Gebirge. Die Art kommt überwiegend auf steinigen Südhängen, Sand- und Trockengrasflächen oder Steppengebieten vor.

## Lebensweise
Die Falter sind sowohl tag- als auch nachtaktiv. Am Tage besuchen sie die Blüten verschiedener Korbblütler (Compositae) und kommen abends sehr gerne an künstliche Lichtquellen. Sie fliegen in zwei Generationen von April bis Juni sowie von Juli bis August. Die Raupen ernähren sich bevorzugt von den Blüten und Samen verschiedener Löwenmaul- (Antirrhinum), Leinkraut- (Linaria), Skabiosen- (Scabiosa) oder Schuppenkopfarten (Cephalaria). Die Art überwintert als Puppe.

## Gefährdung
Hübners Löwenmauleule ist in Deutschland nicht heimisch. Ältere Angaben über ein Vorkommen in Bayern sind zweifelhaft.